# (4543) Phœnix
(4543) Phœnix ou (4543) Phénix, désignation internationale (4543) Phoinix, est un astéroïde troyen jovien.

## Description
(4543) Phœnix est un astéroïde troyen jovien, camp grec, c'est-à-dire situé au point de Lagrange L4 du système Soleil-Jupiter. Il présente une orbite caractérisée par un demi-grand axe de 5,119 UA, une excentricité de 0,096 et une inclinaison de 14,7° par rapport à l'écliptique.
Il est nommé en référence au personnage de la mythologie grecque Phœnix, acteur du conflit légendaire de la guerre de Troie.

## Compléments